# Nappo
Nappo är en sjö i Ljusdals kommun i Hälsingland och ingår i Dalälvens huvudavrinningsområde. Sjön har en area på 0,67 kvadratkilometer och ligger 506,2 meter över havet. Sjön avvattnas av vattendraget Nappobäcken.

## Delavrinningsområde
Nappo ingår i det delavrinningsområde (684048-144594) som SMHI kallar för Ovan 683751-144628. Medelhöjden är 510 meter över havet och ytan är 12,06 kvadratkilometer. Det finns inga avrinningsområden uppströms utan avrinningsområdet är högsta punkten. Nappobäcken som avvattnar avrinningsområdet har biflödesordning 4, vilket innebär att vattnet flödar genom totalt 4 vattendrag innan det når havet efter 434 kilometer. Avrinningsområdet består mestadels av skog (84 procent). Avrinningsområdet har 0,93 kvadratkilometer vattenytor vilket ger det en sjöprocent på 7,7 procent.